# Pronomosz
Pronomosz (Προνόμος, aktív Kr. e. 440 körül) ókori görög költő és muzsikus, az auloszjáték thébai iskolájának leghíresebb képviselője.
Athénaiosz szerint Alkibiadészt is tanította auloszra, nevét Arisztophanész is futólag megemlíti. Pauszaniasz és Athénaiosz szerint is ő volt az első, aki ugyanazon az auloszon többféle hangnemben tudott játszani; korábban a három legfőbb, dór, fríg és líd hangsortípushoz külön-külön hangszerre volt szükség. A korabeli forrásokból nem derülnek ki újításának részletei, de elképzelhető, hogy ő alkalmazta először azt a technikai megoldást, miszerint az aulosz testén mindhárom hangsornak megfelelő hangképző nyílásokat kifúrták, és a zenész az éppen játszott hangnemben nem szereplő lyukakat a hangszer teste körül elforgatható zárógyűrűkkel fedte be. Ez a megoldás a Kr. e. 5. század közepétől terjedt el.